# Epichorius aucklandiae
Epichorius aucklandiae là một loài bọ cánh cứng trong họ Byrrhidae. Loài này được Kirsch miêu tả khoa học năm 1877.